# Секуляризация церковной собственности
Секуляриза́ция церковной собственности (от лат. saecularis «светский, мирской») — обращение церковной и монастырской собственности (движимого и недвижимого имущества) в пользу государства. Как правило, в эпоху осуществления данной меры секуляризированное имущество переходило в собственность монархов, феодалов, общин городов, и так далее.

## Другие значения термина
В русском языке термин «секуляризация» обычно используется для процесса экспроприации церковных земельных владений и прочей церковной собственности в пользу государства. Другие значения термина «секуляризация» (согласно БСЭ):
- процесс снижения роли религии в жизни общества, то же, что «обмирщение»; см. Секуляризация (социология);
- переход духовного лица в Западной Европе в светское состояние по разрешению церкви с освобождением от церковной должности и потерей соответствующих прав.

## Исторический очерк
Впервые термин «секуляризация» был применён в XVII веке и означал передачу земельных владений из церковного в светское управление. Сам процесс проходил и раньше: при образовании централизованных национальных государств с помощью секуляризации светская власть освобождалась от церковного покровительства и укрепляла государственные финансы за счёт духовенства.
- Во Франкском государстве Карл Мартелл провёл секуляризацию в 1-й половине VIII века и раздал конфискованные земли знати.
- В Византии секуляризация проводилась много раз. Так, в 1058 году Исаак I Комнин конфисковал часть монастырских земель, а константинопольский патриарх Михаил Кируларий был в конце 1058 г. смещён и сослан.
- В эпоху Реформации прошла масштабная секуляризация в Западной Европе. Уже в XIV—XV веках Джон Уиклиф и Ян Гус требовали секуляризации, а в XVI в. светские феодалы поддержали Лютера. Немецкие князья, поддержавшие Реформацию, провели секуляризацию после Крестьянской войны 1524—1526 годов.
- С распространением цвинглианства и кальвинизма в швейцарских кантонах там прошла секуляризация.
- Нидерландская революция XVI в. передала церковные земли буржуазии.
- Во время Реформации в Англии в 1536—39 секуляризованные земли перешли к буржуазии и джентри, способствуя первоначальному накоплению капитала[2].
- В XVII в. Английская революция привела к ордонансам 1646 г. об уничтожении архиепископств и епископств и секуляризации их земель.
- Во 2-й половине XVIII века укрепление просвещённого абсолютизма включало секуляризацию, проведённую в Австрии Иосифом II, a в Португалии — С. Ж. Помбалом.
- Великая французская революция по декрету от 2 ноября 1789 национализировала церковно-монастырские земли во Франции. В ходе наполеоновских завоеваний секуляризация происходила по всей западной Европе, в том числе в Италии. Люневильский мир 1801 года дал возможность секуляризовать церковные княжества в Германии.
- Во время объединения Италии секуляризация проводилась в 1855 и 1866 годах, с ликвидацией Папской области в 1870 г.
- В России, в результате секуляризационной реформы 1764 г. основная часть монастырских земель перешла к государству (что стало источником появления большей части государственных крестьян); в XIX в. правительство Российской империи также проводило секуляризацию вакуфов в среднеазиатских владениях империи.

## Передача церковных земель государству в России
Первые признаки секуляризации замечаются в России в конце XIV века среди представителей самой церкви; это направление развивается в конце XV и начале XVI веков, и одновременно с ним течение в пользу секуляризации заявляет о себе в обществе — в ереси жидовствующих — и в управлении Иоанна III и Василия III. В XVI столетии два первых течения иссякают, а правительственное, напротив, проявляется все настойчивее и чаще. В XVII веке Уложение царя Алексея Михайловича включает несколько весьма серьёзных мер в этом направлении, торжеством которого были церковные реформы Петра Великого и Екатерины II.

### Причины
Причины секуляризации в России были почти те же, что и в других странах Европы: огромное развитие беломестных (свободных от налога) церковных земель, тяжело отзывавшееся на народном и государственном хозяйстве, и вредное влияние этого развития на монастырские нравы. Движению против монастырского землевладения способствовало, сверх того, несоответствие его обету нестяжания, явно сквозившее сквозь компромисс, выработанный византийским правом ещё до времени принятия Русью христианства и перенесённый в Россию вместе с Номоканоном. Он состоял в том, что монах не может иметь личной собственности, но может пользоваться собственностью монастырской. На этом основании Номоканон признавал права монастырей, между прочим, и на земельную собственность, населённую арендаторами-крестьянами, отрицая безусловно только прямое церковное рабовладельчество. Для того, чтобы владение большими имениями не вредило аскетической строгости жизни, церковь установила принцип: «Церковное богатство — нищих богатство», и на основании него требовала, чтобы монахи не «вступались в села» и монастырское начальство тратило на продовольствие монахов минимальную долю доходов, а все остальное употребляло бы на церковное строение и украшение, школьное дело и всяческую благотворительность.

### Внутрицерковная полемика
Номоканон в те времена чтился в России как боговдохновенная и потому не подлежащая критике книга, поэтому идеально настроенным русским подвижникам, если они хотели оставаться строго православными и вместе с тем осуществить аскетический идеал, представлялись два исхода: или с неумолимой строгостью, путём суровейшей дисциплины и наказаний проводить общежительный устав, или же отречься и от имений, и от устава, рекомендуя другую форму монашеского жития. Первый путь избирают Иосиф Волоцкий и иосифляне, второй — преподобный Нил Сорский и заволжские нестяжатели. На соборе 1503 года, с ведома Василия III, «начат старец Нил глаголати, чтобы у монастырей сёл не было, а жили бы чернецы по пустыням и кормились своим рукоделием». Это предложение общей секуляризации и смены «общежития» «скитским жительством» вызвало оживлённые споры; в конце концов, уже после отъезда Нила, собор представил великому князю ответ (по проекту Иосифа Волоцкого), где заявлялось, что «святители и монастыри отдавать церковные стяжания не смеют и не благоволят», с ссылками на Правила Кормчей книги, узаконившие землевладение и запрещавшие светской власти отнимать церковные имущества. Впоследствии князь-инок Вассиан Косой Патрикеев, который считался учеником Нила Сорского, и Максим Грек активно выступали против монастырского землевладения. Первый повёл дело резко и заносчиво, рисуя злоупотребления монастырскими имениями в преувеличенно чёрных красках, толкуя по-своему, и неправильно, правила Кормчей книги и отзываясь пренебрежительно и о них, и о признанных церковью святыми деятелях «стяжательных» монастырей («Это не правило, а кривило. — Господи, что это за чудотворцы? Сказывают, в Калязине Макар чудеса творит, а мужик был сельской»). Такими отзывами он дал повод сомневаться в своём православии и сопоставлять его полемику против монастырей осифлян с полемикой жидовствующих. Максим Грек был чужак, и его резкая критика русских книг, обрядов и нравов сделала его непопулярным. С другой стороны, некоторые осифлянские монастыри показали, что землевладение может не вредить строгости монашеской жизни: учёный Зиновий Отёнский, ученик Максима Грека, ознакомясь с бытом осифлян и сравнив его с роскошной жизнью Вассиана в Симоновом монастыре, перешёл в осифлянский лагерь. Волоколамский монастырь продовольствовал в голодные годы целые округи с десятками тысяч населения, и за это, как и за строгость жизни и красоту богослужения, пользовался народной любовью. Поэтому осифлянское направление, не требовавшее, притом, ломки и прочно коренившейся в ближайшей и обильнейшей церковно-исторической традиции, одержало верх в церкви, и секуляризационное движение перешло к государству.

### Секуляризация в XVI—XVII веках
С развитием Русского государства, вопрос о церковных и монастырских вотчинах получит государственное значение: не хватало земель на испомещение служилого класса, а монастырские земли все росли, и испомещённые служилые страдали от ухода крестьян на льготные монастырские земли. Уступка Новгородом Иоанну ряда владычних и монастырских земель в 1478 году не может считаться актом секуляризации в точном смысле; Иоанн «брал по праву завоевателя и в виде наказания провинившемуся духовенству» (митрополит Макарий). Для государства дело секуляризации затруднено было тем, что церковь явно высказалась против него: поэтому оно пошло крайне медленно. На Стоглавом соборе в 1551 году было положено новые вотчины владыкам и монастырям принимать не иначе, как с согласия царя, а в собственно Московской области не принимать вовсе; наличные владения пересмотреть и возвратить в казну или жертвователям те, которые взяты насильством или противозаконно в царское малолетие. Ливонская война вызвала новый собор о вотчинах, в 1580 году. На нём было постановлено возвратить земли, отданные на помин души, родне завещателя, а монастыри вознаградить деньгами; если родственников нет, отобрать за такое же вознаграждение в казну. В 1584 году была попытка уничтожить льготы монастырских земель, но они были восстановлены уже через месяц. Постепенное прикрепление крестьян в XVI—XVII веках вызвано было отчасти этими льготами, ради которых крестьяне от вотчинников-мирян сбегали на монастырские земли. По счёту иностранцев, в XVII веке около 1/3 всей территории считалось за церковью; по Котошихину, епископы и монастыри владели 118000 крестьянских дворов. Уложение царя Алексея 1649 года воспретило дальнейшее увеличение церковных вотчин, и часть их была прямо отписана в казну: тяглые люди жаловались, что духовные беломестцы селятся около городов и отбивают у них торги и промыслы; эти-то слободы и были отписаны безвозмездно на государя. При царе Фёдоре Алексеевиче (1676—82) составлена была подробная опись церковным имениям и их доходам, для определения сборов с церковного ведомства и для контроля над его экономией. Этот контроль и временное обращение известной части доходов церковных на государственные нужды вошли в обычай уже давно, ещё с Василия III; при Романовых контроль вёлся приказом Большого дворца. Кроме того, правительство увеличивало для церковных земель те сборы, которые они несли наравне с прочими: ямские, стрелецкие, полоняничные и др. В XVII веке правительство также стало пользоваться исконным назначением монастырей, как центров благотворительности, посылая туда на содержание увечных и престарелых служилых людей, их вдов и сирот.

### Секуляризация в XVIII веке
При Петре Великом страшное напряжение финансовых сил страны поставило ребром вопрос о монастырских имениях. Стефан Яворский назвал однажды Петра «иконоборцем», намекая вероятно на императора Константина V, обращавшего монастыри в казармы, монахов — в солдаты, и конфисковавшего их имущества в пользу войска. Когда синод объявил, что для инвалидов шведской войны нет более в монастырях мест и окладов, Пётр запретил было вовсе постригать вновь в монашество кого бы то ни было. В «Объявлении, когда и какоя ради пользы начался чин монашеский», составленном Феофаном Прокоповичем по поручению Петра, изложены такие взгляды: «А что говорят — молятся, то и все молятся; что же прибыль обществу от сего? Большая часть бегут в монастыри, чтобы даром хлеб есть». Таким образом Пётр резко критиковал ту точку зрения на монастыри, под влиянием которой древняя Русь несла в них свои приношения, желая обставить их церкви возможно богаче, а монахам дать возможность безраздельно отдаться молитве за себя и за всю землю русскую. Пётр звал монастырские земли «тунегиблемыми» (зря пропадающими), как приносящие обществу слишком мало материальной пользы. Уже в 1700 году все льготы, сохранённые ещё монастырями со времён Уложения, были уничтожены; в 1701 году восстановлен упразднённый в 1675 году монастырский приказ и монастыри и архиереи вполне устранены от управления своими хозяйствами и доходами. На содержание их приказу велено выдавать крайне скромные оклады, «без чего пробыть невозможно»; остальное должно было идти на государство, школы и благотворительные заведения. В 20 лет приказ устроил в одной Москве 93 богадельни на 4400 человек и госпиталь на 500 человек. Святейший Синод в первом же своём докладе просил возвратить управление церковным имением духовному ведомству, и в 1724 году монастырский приказ превратился в синодальную камер-контору. Синодальное управление вызвало недовольство и вверху, и внизу — недовольство несправедливое, так как синод не мог ни собрать для казны больше, чем собирал, ни выдавать духовенству больше, чем было позволено. Уже при Петре однажды было приказано задержать жалованье самим членам синода, пока не соберут недоимок. При Анне Иоанновне в 1732 году недоимка с церковных вотчин исчислялась в 81 тысяч рублей; доимочная контора сильно донимала их, и управление ими было передано коллегии экономии при Сенате, получившей то же значение, какое имел при Петре монастырский приказ. Дело не поправилось: в 1740 году на одних синодальных учреждениях лежала недоимка в 32000 рублей, и нечем было платить жалованье синоду. Елизавета Петровна закрыла в 1744 году коллегию экономии и передала имения опять духовным властям, но сборы и оклады остались прежние. В 1757 году, на конференции Сената и Синода, императрица заметила, что, так как монастыри употреблять свои доходы иначе, как по положению штатов, не могут, то и управление землями составляет для них «суетное затруднение».
Пётр III сделал было распоряжение включить церковные вотчины в общий состав государственных; Екатерина II сперва отменила его, но уже в конце 1762 году поручила рассмотреть вопрос смешанной духовно-светской комиссии, с Дмитрием Сеченовым во главе. Её доклад Екатерина утвердила в 1764 году; 26 февраля (8 марта) 1764 года был подписан Манифест о секуляризации монастырских земель. Все церковные вотчины (911 тысяч крестьян) были переданы из духовного ведомства в коллегию экономии; на содержание монастырей и архиерейских домов назначены штатные оклады по трём классам; безвотчинные монастыри отчасти упразднены, отчасти предоставлены своей судьбе (не внесены в штаты). Из всех поступлений в коллегию экономии на церковные учреждения положено всего 404 тысяч рублей, тогда как одного крестьянского оброка получалось до 1780-х годов 1366 тысяч, а позднее — около 3400 тысяч. В 1786 году секуляризация была распространена на Малороссию и тогда же закрыта коллегия экономии, так что бывшие церковные вотчины окончательно слились с государственной землёй. Последним архиереем, выступившим за старый порядок и оттого пострадавшим был Арсений Мацеевич. Последствием секуляризации было значительное сокращение числа монастырей и их «укрупнение» (монашествующие из закрытых монастырей переводились в ближайшие действующие). По штатам 1764 года из 954 великорусских монастырей упразднены 569, за штатом оставлены 161; к 1801 году во всей Империи из 1072 осталось всего 452 монастыря.
Секуляризация в 1764 году не распространялась на западные губернии, и была проведена в Киевской, Черниговской и Новгород-Северской губерниях лишь по указу от 10 апреля 1786 года. Указ от 25 апреля 1788 года провёл секуляризацию в Харьковской, Екатеринославской, Курской и Воронежской губерниях.

### Секуляризация в XIX—XX веках
В губерниях Витебской, Гродненской, Могилёвской, Виленской и Минской, Белостокском крае, а также Подолии и Волыни земли архиерейских домов и монастырей были секуляризованы указом от 25 декабря 1841 года, а земли приходов по указу от 10 мая 1843 года.
Окончательную секуляризацию в России провели большевики. После Октябрьской революции декретом о земле 1917 были конфискованы все остававшиеся в собственности духовенства земли (около 3 млн десятин). Декретом от 20 января (2 февраля) 1918 года церковь была отделена от государства и в её распоряжении оставлены лишь здания для отправления богослужения, и те на условиях безвозмездной аренды у государства.